# Alps calcaris del Nord
Els Alps calcaris del Nord (alemany: Nördliche Kalkalpen), són les serralades de muntanyes dels Alps Orientals al nord dels Alps centre orientals situats a Àustria i l'adjacent Baviera

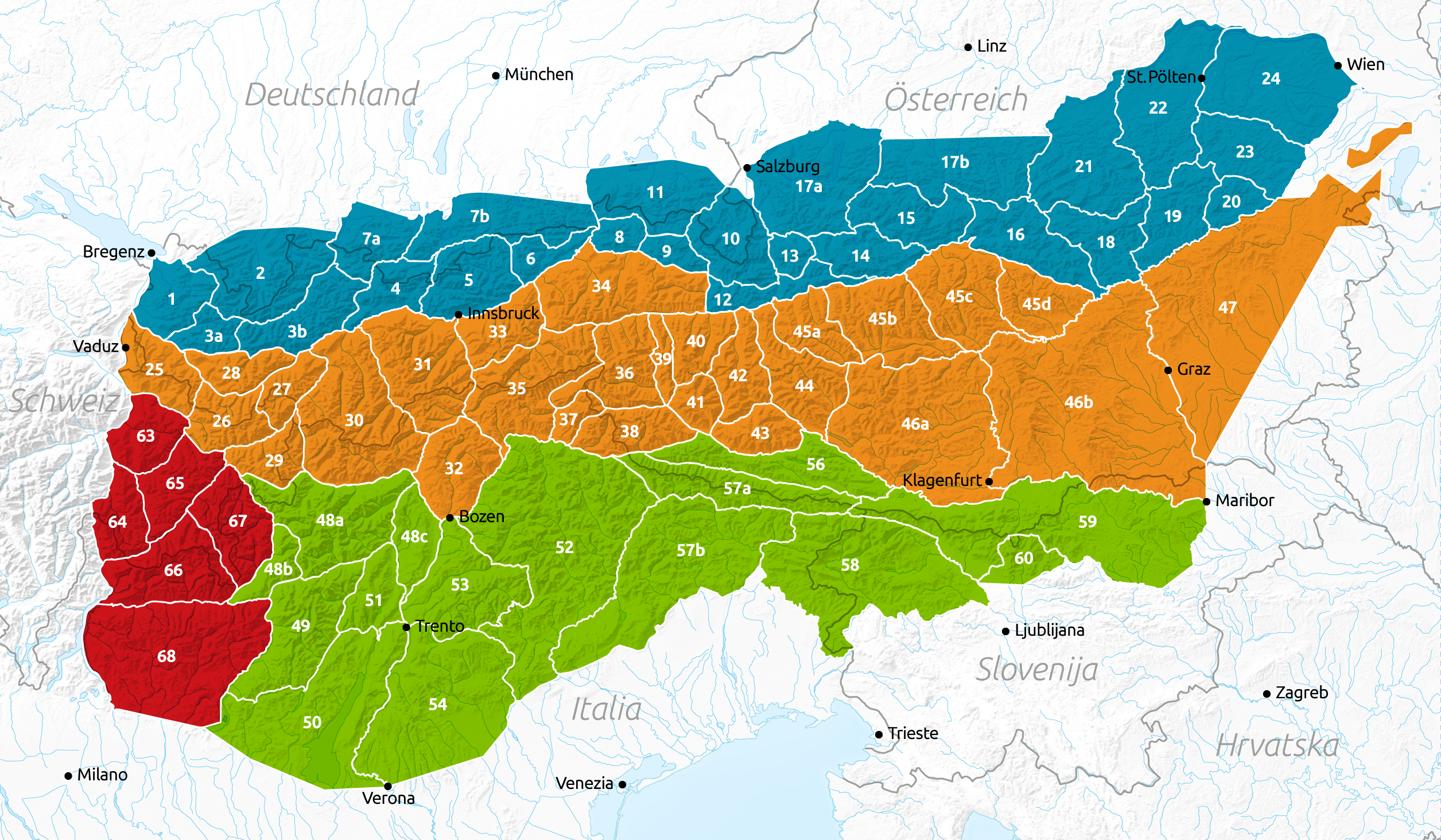
Classificació AVE dels Alps orientals:
Alps calcaris del nord
Alps centre orientals
Alps calcaris del sud
Alps calcaris occidentals

## Classificació d'Alpine Club

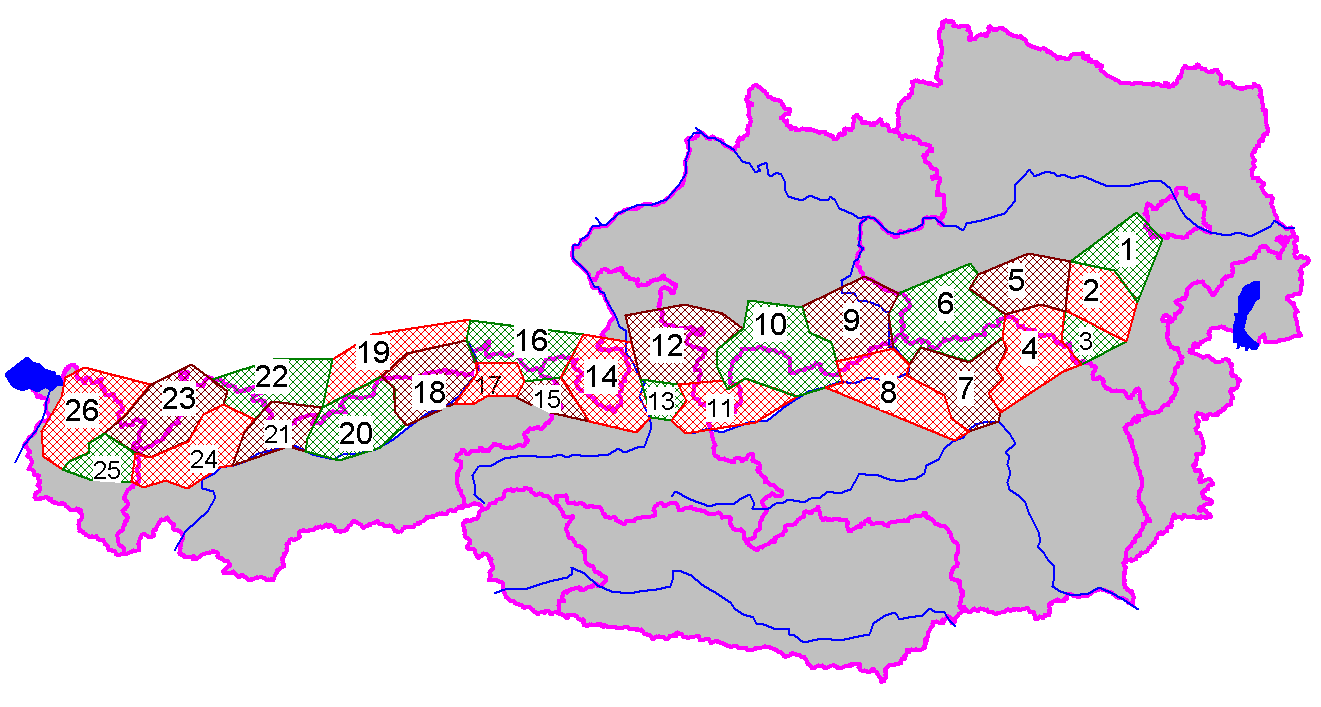
Grups dels Alps calcaris del Nord
(les línies porpra mostren les fronteres dels estats d'Àustria

| - Boscos de Viena (1) - Alps Gutenstein (2) - Rax i Schneeberg (3) - Alps Mürzsteg (Schneealpe) (4) - Alps Türnitz (5) - Alps Ybbstal (6) - Hochschwab (7) - Alps Ennstal (incloent Gesäuse) (8) - Upper Austrian Prealps (9) - Totes Gebirge (10) - Dachstein (11) - Salzkammergut (12) - Tennengebirge (13) | - Alps Berchtesgaden (14) - Lofer i Leogang Mountains (15) - Alps Chiemgau (16) - Muntanyes Kaiser (17) - Alps Brandenberg (18) - Prealsps Bavaresos (19) - Karwendel (20) - Wetterstein (21) - Ammergau Alps (22) - Allgäu Alps (23) - Lechtal Alps (24) - Muntanyes Lechquellen (25) - Muntanyes Bregenz (26) |